# Юшковское сельское поселение
Юшковское сельское поселение — упразднённое муниципальное образование в составе Вяземского района Смоленской области России.
Административный центр — деревня Юшково.
Образовано Законом Смоленской области от 28 декабря 2004 года. Упразднено Законом Смоленской области от 25 мая 2017 года с включением всех входивших в него населённых пунктов в Кайдаковское сельское поселение.

## Географические данные
- Общая площадь: 121,77 км²
- Расположение: южная часть Вяземского района
- Граничит:
  - на севере — с Кайдаковским сельским поселением
  - на юго-востоке — с Угранским районом
  - на юго-западе — с Заводским сельским поселением
  - на северо-западе — с Поляновским сельским поселением
- По территории поселения проходит железная дорога Вязьма — Фаянсовая, имеются станции: о.п. 22-й км.
- Крупные реки: Волоста.

## Экономика
Сельхозпредприятия, магазины, производство пищевых добавок.

## Население
| 2011 | 2012 | 2013 | 2014 | 2015 | 2016 | 2017 |
| ---- | ---- | ---- | ---- | ---- | ---- | ---- |
| 468  | ↗470 | ↗474 | ↘461 | ↘449 | ↘444 | ↘443 |

## Населённые пункты
В состав поселения входили следующие населённые пункты:
- Юшково, деревня
- Андрианы, деревня
- Давыдково, деревня
- Кузнецово, деревня
- Мельзино, деревня
- Минино, деревня
- Октябрьский, деревня
- Панфилово, деревня
- Селиваново, деревня
- Соколово, деревня
- Тишино, деревня
- Харьково, деревня

Общая численность населения — 442 человека.